# Marie Luise Charlotte von Hessen

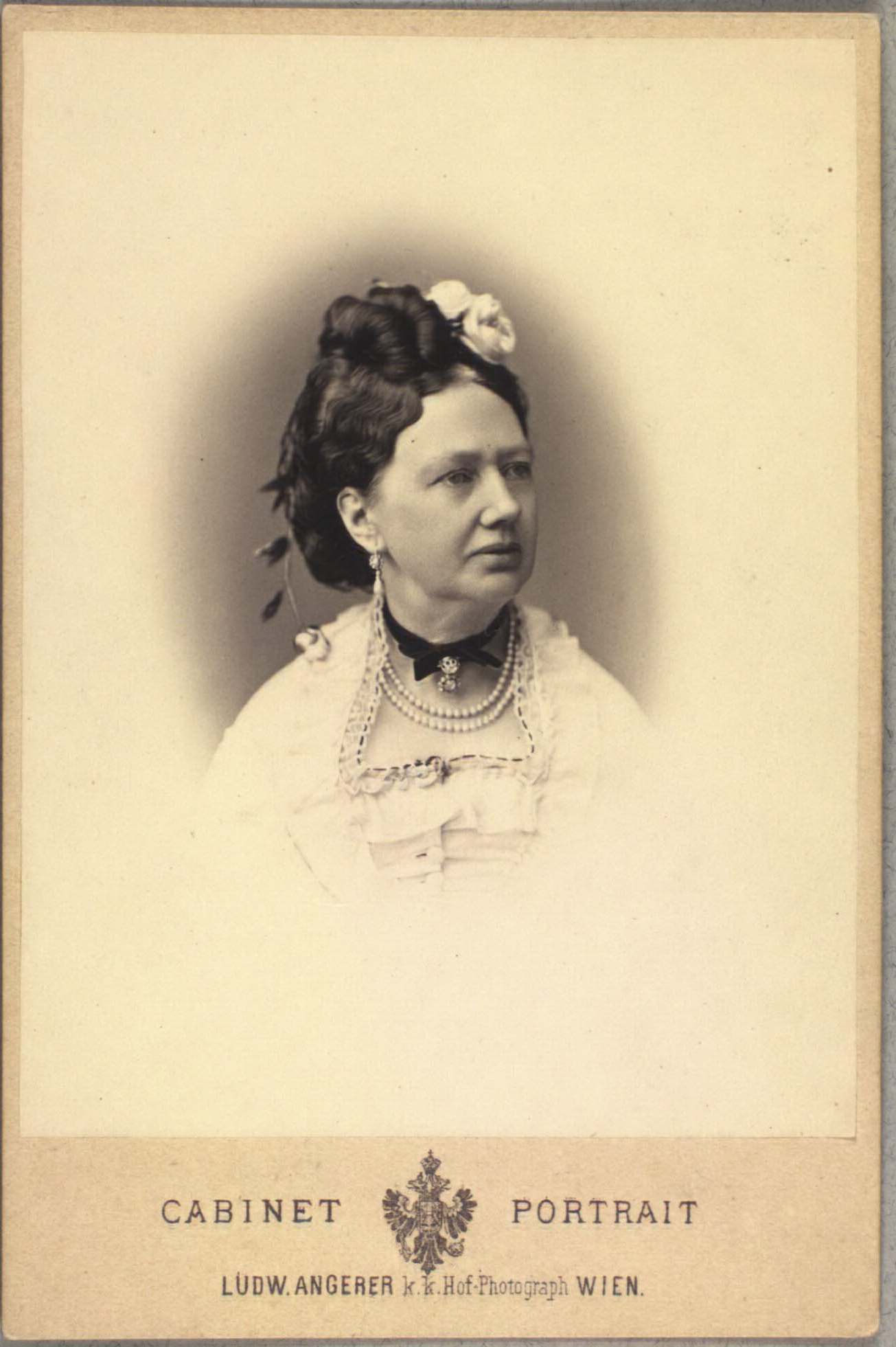

Marie Luise Charlotte von Hessen (* 9. Mai 1814 in Kopenhagen, Dänemark; † 28. Juli 1895 in Schloss Hohenburg, Lenggries, Königreich Bayern) war per Geburt ein Mitglied des Zweigs Hessen-Kassel des Hauses Hessen und durch Heirat des Hauses Anhalt-Dessau.

## Familie
Marie wurde als zweite Tochter von Wilhelm von Hessen, Titular-Landgraf von Hessen-Kassel aus der Seitenlinie Hessen-Rumpenheim, und dessen Frau Louise Charlotte von Dänemark geboren. Sie war die ältere Schwester von Louise von Hessen, Königin von Dänemark.

## Heirat und Kinder
Prinzessin Marie heiratete am 11. September 1832 im Rumpenheimer Schloss Friedrich August von Anhalt-Dessau, den Sohn des Erbprinzen Friedrich von Anhalt-Dessau und dessen Ehefrau Amalie von Hessen-Homburg. Sie hatten drei Töchter:
- Adelheid (1833–1916)

⚭ 1851 Herzog Adolf von Nassau (1817–1905), späterer Großherzog von Luxemburg.
- Bathildis (1837–1902)

⚭ 1862 Prinz Wilhelm zu Schaumburg-Lippe (1834–1906)
- Hilda (1839–1926)

Über ihre Tochter Adelheid ist sie Ahnherrin des aktuellen Großherzogs von Luxemburg.